# Methode 635
Methode 635 ist unter den Kreativitätstechniken eine Brainwriting-Technik, die ein Problemlösungsverfahren zur Erzeugung von neuen, ungewöhnlichen Ideen in einer Gruppe von Menschen fördert. Sie wurde 1968 von dem Marketing- und Unternehmensberater Bernd Rohrbach entwickelt.

## Überblick
Bei Anwendung der Methode 635 erhalten sechs Teilnehmer ein jeweils gleich großes Blatt Papier. Dieses wird mit drei Spalten und sechs Zeilen in 18 Kästchen aufgeteilt. Jeder Teilnehmer wird aufgefordert, in der ersten Zeile zu einer gegebenen Fragestellung drei Ideen (je Spalte eine) zu formulieren. Jedes Blatt wird nach angemessener Zeit – je nach Schwierigkeitsgrad der Problemstellung etwa drei bis fünf Minuten – von allen gleichzeitig, im Uhrzeigersinn weitergereicht. Der Nächste soll versuchen, die bereits genannten Ideen aufzugreifen, zu ergänzen und weiterzuentwickeln.
Die Bezeichnung der Methode ergab sich aus den optimal sechs Gruppenmitgliedern, die je drei erste Ideen produzieren und danach fünfmal jeweils drei erste beziehungsweise daraus abgeleitete Ideen weiterentwickeln (sechs Teilnehmer, je drei Ideen, fünfmal weiterreichen). Oft wird die „5“ im Titel der Methode mit den maximal 5 Minuten der Bearbeitung assoziiert, was so aber im ursprünglichen Artikel des Autors nicht nachzulesen ist.
Mit dieser Methode können üblicherweise innerhalb von 30 Minuten maximal 108 Ideen entstehen: 6 Teilnehmer × 3 Ideen × 6 Durchläufe.
Außerdem gelten die Regeln des Brainwriting.

## Vorteile
- Ein direktes Feedback
- Viele Ideen in relativ kurzer Zeit
- Ideen werden nicht zerredet
- gleichzeitig entsteht ein Protokoll über den Werdegang der Idee
- Es kann sich keiner "zurücklehnen" oder die Diskussion dominieren

## Nachteile
- Kaum Möglichkeit für Rückfragen bei Unklarheit
- Schwierige Handhabung
- der starre Ablaufmechanismus kann die Kreativität stören
- der vorgegebene Arbeitstakt stört eventuell, weil er für manche Teilnehmer zu langsam und für andere zu schnell sein kann
- Redundanzen, im ungünstigsten Fall insgesamt nur drei Ideen

## Anwendung
- Für Problemarten geringer bis mittlerer Komplexität
- Als Folgeaktion auf das Brainstorming zur systematischen Vertiefung der Grundideen
- Geeignet, um das Potential eines neuen Rohstoffs, eines neuen Verfahrens etc. herauszufinden